# آئوکی یوکو
آئُوکی یوکُو (انگلیسی: Yuko Aoki؛ زاده ۵ فوریهٔ ۱۹۷۷) یک مدل اهل ژاپن است.